# Resolutie 2037 Veiligheidsraad Verenigde Naties
Resolutie 2037 van de Veiligheidsraad van de Verenigde Naties werd unaniem door de VN-Veiligheidsraad aangenomen op 23 februari 2012, en verlengde een laatste keer de VN-vredesmacht in Oost-Timor, tot eind 2012.

## Achtergrond
Nadat Portugal zijn kolonies losgelaten had, werd Oost-Timor eind 1975 na een korte burgeroorlog onafhankelijk. Korte tijd later viel Indonesië het land binnen en brak een oorlog uit, waarna Oost-Timor werd ingelijfd. Een deel van de bevolking van Oost-Timor bleef tussen 1975 en 1999 echter strijden voor onafhankelijkheid. Op 12 november 1991 vielen Indonesische militairen demonstranten in Dili aan, waarbij meer dan 250 doden vielen. In 1999 stemde Indonesië in met een volksraadpleging over meer autonomie of onafhankelijkheid, waarop het merendeel van de bevolking voor onafhankelijkheid koos. Meteen brak geweld uit waarna internationale troepen werden gestuurd. Die vertrokken weer na de onafhankelijkheid van het land in 2002. In 2006 brak echter nieuw geweld uit, waarop opnieuw een VN-vredesmacht werd gestuurd.

## Inhoud
Met de stabiliteit van Oost-Timor bleef het de goede kant op gaan. Op lange termijn hing die stabiliteit mede af van de verkiezingen die in 2012 zouden worden gehouden.
De onafhankelijk van justitie moest gerespecteerd worden. Justitie moest ook meer middelen krijgen teneinde de ernstige misdaden die tijdens de crisis in 2006 waren begaan te bestraffen.
De Oost-Timorese politie was inmiddels weer primair verantwoordelijk geworden voor de ordehandhaving. Met steun van UNMIT bereidde men zich nu voor op de komende verkiezingen. Ook het leger was intussen aangesterkt en nam deel aan de UNIFIL- en UNMISS-vredesmachten. Oost-Timor moest verder werken aan de hervorming van de veiligheidssector. Zo moesten de verantwoordelijkheden van leger en politie worden afgelijnd en het civiel toezicht worden versterkt.
De regering was er ook in geslaagd sterke economische groei en sociaal-economische ontwikkeling te bewerkstelligen en de armoedecijfers te doen dalen. Wel moest nog gewerkt worden aan plattelandsontwikkeling, werkgelegenheid – vooral voor de jeugd – en grondeigendom. Oost-Timor boekte dus vooruitgang, maar er was nog veel werk voor de boeg waarvoor het internationale steun nodig had.
Het mandaat van de UNMIT-vredesmacht werd verlengd tot 31 december 2012. Daarna zouden de troepen gefaseerd worden teruggetrokken.

## Verwante resoluties
- Resolutie 1912 Veiligheidsraad Verenigde Naties (2010)
- Resolutie 1969 Veiligheidsraad Verenigde Naties (2011)

Lijst ·  2033 ·  2034 ·  2035 ·  2036 ·  2037 ·  2038 ·  2039 ·  2040 ·  2041 ·  2042 ·  2043 ·  2044 ·  2045 ·  2046 ·  2047 ·  2048 ·  2049 ·  2050 ·  2051 ·  2052 ·  2053 ·  2054 ·  2055 ·  2056 ·  2057 ·  2058 ·  2059 ·  2060 ·  2061 ·  2062 ·  2063 ·  2064 ·  2065 ·  2066 ·  2067 ·  2068 ·  2069 ·  2070 ·  2071 ·  2072 ·  2073 ·  2074 ·  2075 ·  2076 ·  2077 ·  2078 ·  2079 ·  2080 ·  2081 ·  2082 ·  2083 ·  2084 ·  2085